# Pelargonium apetalum
Pelargonium apetalum är en näveväxtart som beskrevs av Peter Geoffrey Taylor. Pelargonium apetalum ingår i släktet pelargoner, och familjen näveväxter. Inga underarter finns listade i Catalogue of Life.